# Dioscore nereis
Dioscore nereis är en fjärilsart som beskrevs av W. Warren 1911. Dioscore nereis ingår i släktet Dioscore och familjen mätare. Inga underarter finns listade i Catalogue of Life.